# Liz Twist
Mary Elizabeth Twist, née le 10 juillet 1956 à St Helens, est une femme politique britannique, membre du Parti travailliste (Labour).
Elle est députée de Blaydon depuis 2017. Avant sa carrière parlementaire, elle est chef de la santé dans le Nord-Est du syndicat UNISON et conseillère locale. 

## Jeunesse et carrière
Elle est née en juillet 1956 à St Helens, Merseyside. Elle fréquente le lycée Notre Dame (maintenant l'école De La Salle, St Helens) et étudie à l'Université d'Aberystwyth. Elle travaille comme archiviste du gouvernement local puis comme responsable syndical pour UNISON et devient leur responsable de la santé dans le Nord-Est. 
Elle attribue à l'activisme de son grand-père au Syndicat national des mineurs sa volonté d'entrer en politique . 

## Carrière politique
Elle est élue conseillère du parti travailliste pour le quartier Ryton, Crookhill & Stella au Gateshead Council en 2012. Elle est membre du cabinet pour le logement au conseil. Elle est réélue en 2016. 
Elle est élue députée de Blaydon aux élections générales de 2017 avec une majorité de 13477 (28,0%) voix. Le siège est tenu par un député travailliste depuis 1935. Twist travaille dans le bureau de circonscription de l'ancien député David Anderson, qui s'est retiré pour des raisons personnelles et de santé,. Au Parlement, elle siège au Comité restreint des communes sur les normes et au Comité spécial des privilèges sur les communes depuis février 2019. Elle est membre du comité du logement, des communautés et des gouvernements locaux entre septembre 2017 et mai 2019 . 
Elle soutient le maintien du Royaume-Uni au sein de l'Union européenne lors du Référendum sur l'appartenance du Royaume-Uni à l'Union européenne en 2016. Lors des votes indicatifs du 27 mars 2019, elle vote pour un référendum sur un accord de retrait du Brexit, pour la "Norvège plus", et pour une union douanière avec l'UE. 

## Vie privée
Elle s'est mariée en 1983 et est veuve en 2000. Elle révèle dans son premier discours parlementaire en 2017 que son mari s'est suicidé et appelle à des mesures de prévention du suicide. Elle fait du bénévolat pour l'association caritative Samaritains. 